# Радоши (Горж)
Радоши (рум. Radoși) насеље је у Румунији у округу Горж у општини Красна. Oпштина се налази на надморској висини од 516 m.

## Становништво
Према подацима из 2002. године у насељу је живело 764 становника, од којих су сви румунске националности.